# Komitat Kronstadt
Das Komitat Brassó, auch Komitat Kronstadt genannt (ungarisch Brassó vármegye, rumänisch Comitatul Brașov), war eine Verwaltungseinheit im Südosten des Königreichs Ungarn. Verwaltungssitz war Brassó (Kronstadt).
Heute liegt das Gebiet in Siebenbürgen in Rumänien.

## Geographie

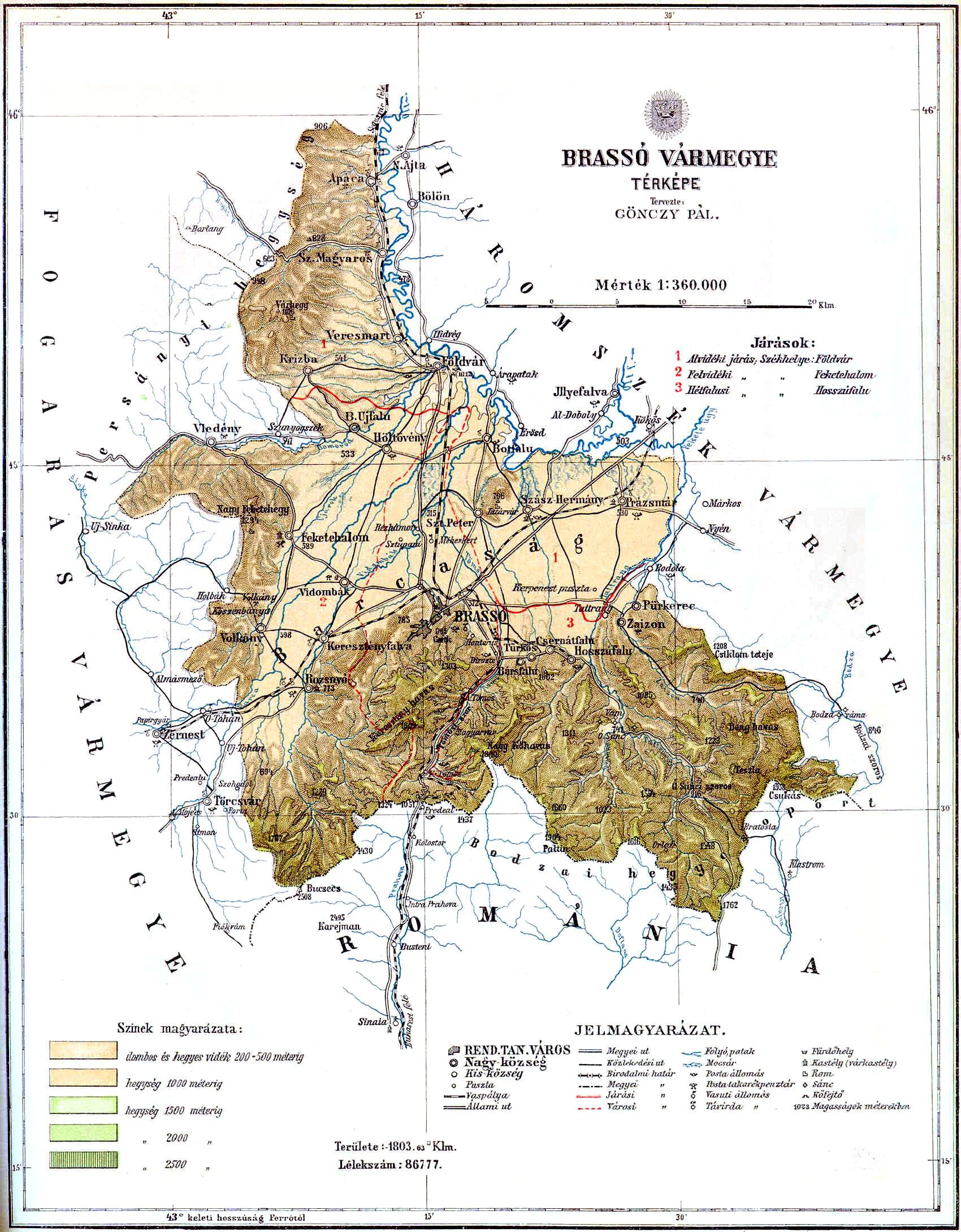
Karte des Komitats Kronstadt um 1890

Es grenzte an die Komitate Groß-Kokelburg (Nagy-Küküllő), Háromszék, Fogaras sowie im Süden an das Königreich Rumänien.
Das Komitat war im Norden, dem sogenannten Burzenland, recht flach, im Süden hingegen sehr gebirgig (Bucegi-Gebirge, Piatra-Mare-Gebirge). Durch das Land floss der Alt (heute rumänisch Olt) und schuf mitsamt seinen Nebenflüssen ein sehr fruchtbares Land. Von allen im Osten Ungarns liegenden Komitaten war Kronstadt das wirtschaftlich stärkste Gebiet.

## Geschichte
Das Komitat Kronstadt entstand im durch die Komitatsreform 1876, als der vorher bestehende Distrikt Kronstadt aufgelöst wurde und dabei die Grenzen neu bestimmt wurden. Der Name leitet sich vom Hauptort des Komitats – Brassó bzw. Kronstadt (heute Brașov) – ab.
Nach dem Ende des Ersten Weltkriegs kam das Gebiet infolge des Vertrags von Trianon 1920 zu Rumänien und bestand hier zunächst weiter als Județ (Kreis) Brașov. Nach einer Verwaltungsreform 1950 gehörte das Gebiet zur Region Brașov und wurde nach der Rückkehr zum Prinzip der Județe ebenfalls wieder Teil des heute bestehenden Kreises Brașov.

## Bezirksunterteilung
Das Komitat bestand im frühen 20. Jahrhundert aus folgenden Stuhlbezirken (nach dem Namen des Verwaltungssitzes benannt):
| Stuhlbezirke (járások)                | Stuhlbezirke (járások)                                 |
| Stuhlbezirk                           | Verwaltungssitz                                        |
| ------------------------------------- | ------------------------------------------------------ |
| Alvidék („Unterland“)                 | Földvár, heute Feldioara                               |
| Felvidék („Oberland“)                 | Brassó, heute Brașov, vorher Feketehalom, heute Codlea |
| Hétfalus („Siebendörfer“)             | Hosszúfalu/Satulung, heute Teil von Săcele             |
| Stadtbezirk (rendezett tanácsú város) |                                                        |
| Brassó, heute Brașov                  |                                                        |

Alle Orte liegen im heutigen Rumänien.